# Кавасакі (Міяґі)

38°10′40″ пн. ш. 140°38′37″ сх. д. / 38.17778° пн. ш. 140.64361° сх. д.
Каваса́кі (яп. 川崎町, かわさきまち, МФА: [kawasakʲi mat͡ɕi̥]) — містечко в Японії, в повіті Сібата префектури Міяґі. Станом на 1 жовтня 2008 площа містечка становила 270,80 км². Станом на 1 січня 2009 населення містечка становило 10 130 осіб.